# Burgos (formatge)
El formatge de Burgos és un formatge fresc, blanc, tou i aquós que es fa en principi amb llet d'ovella, típic de la província de Burgos i un dels més representatius de la seva Comunitat Autònoma a Espanya, Castella i Lleó. Actualment es tendeix a fer amb llet de vaca o una barreja entre llet de vaca i d'ovella. La seva producció és d'uns 35 milers de tones anuals.

## Descripció i format
És un formatge de color blanc i d'una consistència semblant a un púding o a un flam, que es pot tallar fàcilment i de textura llisa. El seu gust és molt suau i tira més aviat a dolç que a salat. Se sol presentar en terrines o motlles de forma cònica vertical o lleugerament piramidal de base circular i truncada, en mides de mig quilo, quart de quilo o paquets amb porcions individuals. A les terrines s'hi afegeix sèrum de llet per tal que no s'assequi, i això li confereix un aspecte aquós.

## Varietats
El formatge de Burgos té les següents varietats de formatges:
- Formatge de la Bureba
- Formatge de Villalón
- Formatge del Tiétar
- Formatge zamorà
- Formatge de la Regió del Duero
- Formatge de Valdeón
- Formatge Arribes de Salamanca
- Formatge de Sasamón

## Gastronomia
Se sol menjar a les postres, amb mel o codonyat. A Castella hi ha unes postres conegudes com a "postres del abuelo" que consisteixen a menjar aquest formatge amb nous. També es pot menjar en amanida, per aportar color.